# Liu xing hua yuan
Liu xing hua yuan (cinese tradizionale: 流星花園; titolo internazionale Meteor Garden) è un drama taiwanese che è stato trasmesso dal 12 aprile 2001 sulla CTS, con protagonisti Jerry Yan, Vic Zhou, Vanness Wu, Ken Chu e Barbie Hsu. È il tentativo taiwanese di creare una versione con attori reali del manga giapponese Hana Yori Dango.
Liu xing hua yuan è stato uno dei drama asiatici più popolari, e grazie a questo sono stati prodotti i due sequel Liu xing yu e Liu xing hua yuan II, e l'omonimo remake cinese del 2018.

## Trama
La storia è incentrata sulla vita di una ragazza povera di nome Shan Cai (Barbie Hsu), che frequenta un'università per gente ricca sotto forzatura dei suoi genitori. L'università è dominata da una gang di studenti bellissimi ma arroganti, che si fanno chiamare F4. I quattro ragazzi hanno il potere poiché sono gli eredi delle famiglie più ricche e influenti di Taiwan.
All'inizio il capo della gang, Dao Ming Si (Jerry Yan), odia Shan Cai così tanto che fa in modo che tutta l'università si rivolti contro di lei. Tuttavia, la resistenza e la forza di carattere di Shan Cai le fanno ottenere gradualmente il rispetto di Si, che alla fine si innamora perdutamente di lei. Come in molte altre serie televisive, alla fine del drama i due innamorati riescono a mettersi insieme, dopo essere passati attraverso una serie di dolorose peripezie.

## Cast

### Cast principale
- (徐熙媛 Xú Xīyuàn) nel ruolo di Shan Cai (杉菜)
- (言承旭 Yán Chéngxù) nel ruolo di Dao Ming Si (道明寺)
- (周渝民  Zhōu Yúmín) nel ruolo di Hua Ze Lei (花澤类)
- (朱孝天 Zhū Xiàotiān) nel ruolo di Xi Men (西門)
- (吳建豪 Wú Jiànháo) nel ruolo di Mei Zuo Ling (美作玲)

### Cast di supporto
- Zheng Mei Dai (Belinda Cheng) nel ruolo di Baihe
- Zhang Ruo Zhen nel ruolo di Qianhui
- Ye An Tin nel ruolo di Lizhen
- Wang Yue nel ruolo della mamma di Shan Cai
- Tung Chi Cheng nel ruolo del papà di Shan Cai
- Zhen Xiu Zhen nel ruolo di Daoming Feng (道明楓)
- Edward Ou nel ruolo di Qinghe
- Rainie Yang nel ruolo di Xiaoyou (小優)
- Winnie Qian nel ruolo di Tengtang Jing
- Ke Huan Ru nel ruolo di Xiaozi
- Mary Hsu nel ruolo di Dao Ming Zhuang (道明莊)

## Differenze con le altre versioni
- Hana Yori Dango ha un finale più concreto della prima stagione di Meteor Garden; gli eventi si concludono con Doumyoji e Tsukushi che si mettono insieme, mentre Rui si riunisce con il suo primo amore; questo non accade in  Meteor Garden.
- La controparte giapponese di Shan Cai, Tsukushi, ha un fratello minore che, in Hana Yori Dango, svolge una piccola parte nella storia.

## Distribuzione
Meteor Garden rimane il drama asiatico che ha avuto il più alto share di ascolti in assoluto nelle Filippine, raggiungendo un picco del 57.4% ed una media di 42.9% solo a Manila, ed un picco del 73.0% con una media del 62.0% in tutta la nazione. È stato trasmesso sulla rete ABS-CBN, sulla quale è stato replicato per due volte. Nonostante le replice, l'episodio finale della seconda replica ha raggiunto un alto share del 42.0%.
Il telefilm ha generato due sequel (Meteor Rain e Meteor Garden II) a causa del suo alto share di ascolti a Taiwan.
Nelle Filippine lo show è stato messo in onda cinque volte: tre volte sulla ABS-CBN, una sulla GMA Network e una sulla Q TV. La prima messa in onda è avvenuta nel 2003, le prime repliche sono avvenute nei fine settimana dello stesso anno; nel 2005 è stato messo in onda ancora una volta a causa delle insistenti richieste del pubblico, sulla stessa rete. Nel 2007, la stazione rivale della ABS-CBN, la GMA Network, ha messo in onda di nuovo lo show in una versione ri-doppiata, e nel 2008 una rete affiliata alla GMA Network, la Q TV, si è data alla messa in onda dell'ennesima replica.
Meteor Garden, Meteor Rain e Meteor Garden 2 sono stati i drama taiwanesi messi in onda più volte sul canale ATV World; sono stati messi in onda in totale tre volte per la prima e la seconda stagione, e due volte per Meteor Rain, inclusa la trasmissione che hanno avuto sul canale via cavo TVB Classic.
La versione coreana Boys over Flowers è stata prodotta dalla KBS in Corea del Sud. La Hunan TV in Cina produrrà una propria versione del drama, dal titolo Meteor Shower.